# ヴァルター・フォン・ライヒェナウ
ヴァルター・フォン・ライヒェナウ（Walter von Reichenau, 1884年10月8日 - 1942年1月17日）は、ドイツの陸軍軍人、官僚。ナチ党の権力掌握期のヴァイマル共和国軍の実力者であり、第二次世界大戦では前線司令官を務めた。最終階級は陸軍元帥。
1941年のバルバロッサ作戦中に第6軍の指揮を執っていた間、彼は悪名高い「ライヒェナウ指令」を発し、ドイツ兵に東部戦線でユダヤ人の虐殺を命令した。ライヒェナウの軍隊は、バビ・ヤールでの3万人以上のユダヤ人の虐殺の任務で、SSアインザッツグルッペンと協力し、ホロコースト中に彼の指揮下にあった地域で発生した人道に対する罪を犯した。

## 経歴

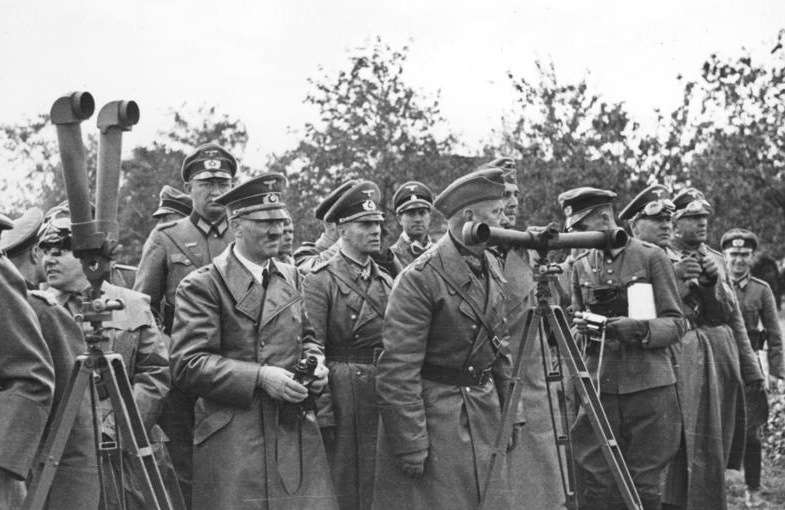
ヒトラーと共に前線を視察するライヒェナウ（中央で砲隊鏡の背後に立つ、略帽姿の人物。1939年9月、ポーランドにて）

カールスルーエにプロイセン王国軍人のエルンスト・アウグスト・フォン・ライヒェナウ陸軍中尉（1841-1919）息子として生まれる。
1903年のアビトゥーア合格後に軍に入り、参謀将校として第一次世界大戦に参加。第1近衛野砲兵連隊副官、第47後備歩兵師団や第7騎兵教導師団の参謀を務め、大尉に昇進し、二級鉄十字章、一級鉄十字章を授与された。翌年、彼は参謀に移動となり、1915年に第47予備師団の第2参謀将校を務め、次に第7騎兵師団の第1参謀将校を務めた。
1918年の終戦後はシレジアやポメラニアの国境警備に従事。1919年新設されたヴァイマル共和国軍（Reichswehr）に採用された。新軍の将校は四千名に制限されており、参謀は存在しなかった。ライヒェナウは、ハンス・フォン・ゼークト少将によって結成された参謀本部に相当する兵務局付となった。
1924年に少佐、1929年に中佐に昇進。
1931年に第1歩兵師団に転属となり、翌年大佐に昇進した。師団長は後にヒトラー内閣の国防相となるヴェルナー・フォン・ブロンベルクであり、この時期に彼と強い信頼関係を持つようになった。早い内から熱狂的なヒトラーとナチ党の支持者であり、プロイセン軍人の精神（軍は政治に参加しないという精神）を破り、1931年に国家社会主義ドイツ労働者党（ナチ党）に入党している。

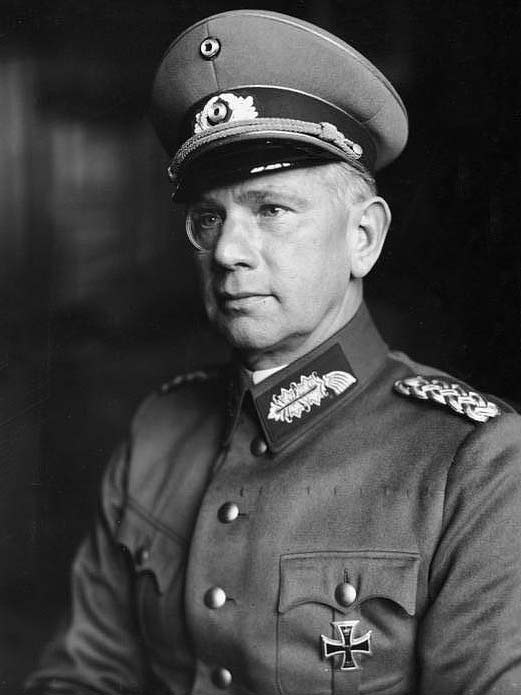
ヴァルター・フォン・ライヒェナウ陸軍少将（1933年）

ヒトラー政権樹立直後の1933年2月、国防大臣となったブロンベルクの官房長に就任し、実務面における軍の実力者となった。翌年改称された軍務局長に就任して少将に昇進した。しかしライヒェナウは新たな軍となる希望を持っていた突撃隊としばしば衝突しした。突撃隊幕僚長エルンスト・レーム退役大尉はドイツ唯一の正規軍である国軍を突撃隊に従属させることを意図していた。これは国軍の存在が脅かされる危機であった。1934年6月27日、ライヒェナウとブロンベルクはヒトラーに突撃隊の粛清を促した。ナチスの完全な権力の掌握を邪魔していたフランツ・フォン・パーペン副首相の周りの保守的なエリートと同様に、突撃隊は力を失うこととなる。1934年6月30日、突撃隊幕僚長レームと幹部、政権の保守的な反対者数名と、元首相でヒンデンブルク大統領の重臣だったクルト・フォン・シュライヒャー将軍とその側近のフェルディナント・フォン・ブレドウが殺害された。またこの粛清の際にはハインリヒ・ヒムラーやラインハルト・ハイドリヒと頻繁に情報を交換してこれを援助している（長いナイフの夜）。また同年のオーストリア・ナチスによるオーストリア首相エンゲルベルト・ドルフース首相暗殺とその後のクーデターにも援助を行っていたという。また外交面ではブロンベルクとともに親中華民国路線を主導する立場であり、日本との連携を模索するヴィルヘルム・カナリスやヨアヒム・フォン・リッベントロップと対立した（中独合作）。
1934年8月2日のヒンデンブルクの死後、ブロンベルグとライヒェナウは、国軍の全ての兵士に法的根拠なしにヒトラーに個人的な忠誠を誓うように命じた。彼らにとって、重要なことは国軍とナチス党首ヒトラーとの和解である。
1935年10月、第7軍団長に転出し、中将に昇進し、ミュンヘンの第7軍団及び第7軍管区の司令官に任命されたが、なおも中国との交渉においては責任者の地位にあった。10月には訪中し、ドイツ国内の対日接近派からは「彼（ヒトラーの）外交構想をすべて台無しにしようとしている。ライヒェナウは皆と同じように『中国病』にかかって帰国した」と批判された。
翌年砲兵大将に昇進し、ライプツィヒ の軍集団司令部の司令官となった。また第10軍の司令官として、彼はズデーテン地方の侵略に関与し、後に「チェコ共和国の他の地域の破壊」に関与した。
1938年には第4軍司令官に任命され、ズデーテン地方の併合作戦に従事した。同年に起きたブロンベルク罷免事件では、退任するブロンベルクの推薦でフリッチュに代わる陸軍総司令官候補の一人にあげられたが、ライヒェナウがあまりにナチスに近すぎることを懸念したルートヴィヒ・ベック将軍やゲルト・フォン・ルントシュテット将軍が反対したため、陸軍総司令官就任は流れた。
ヒトラーと出会った1931年以来、彼の崇拝者の1人であったライヒェナウは、国軍の国家社会主義化を他のどの軍幹部よりも推し進めていた。そのため、歴史家は彼を「政治家将軍」とも呼称する。彼は「国家社会主義ドイツ国防軍」を公に告白し、兵士に国家社会主義の世界観を植え付けた。だが、ライヒェナウ自身は国家社会主義者でなく、ナチス体制下のドイツにおいて高い地位を確保することか目的であった。
1939年9月、ドイツによるポーランド侵攻で第二次世界大戦が始まるが、この作戦でライヒェナウは第10軍を指揮、騎士鉄十字章を授与され、作戦終了後上級大将に昇進。
翌年5月の西方電撃戦には第6軍司令官として参加し、ベルギーを降伏させた。フランス降伏後の7月に戦功を賞され元帥に列せられる。
翌1941年に始まる独ソ戦にも参加、同じく第6軍を率いた。

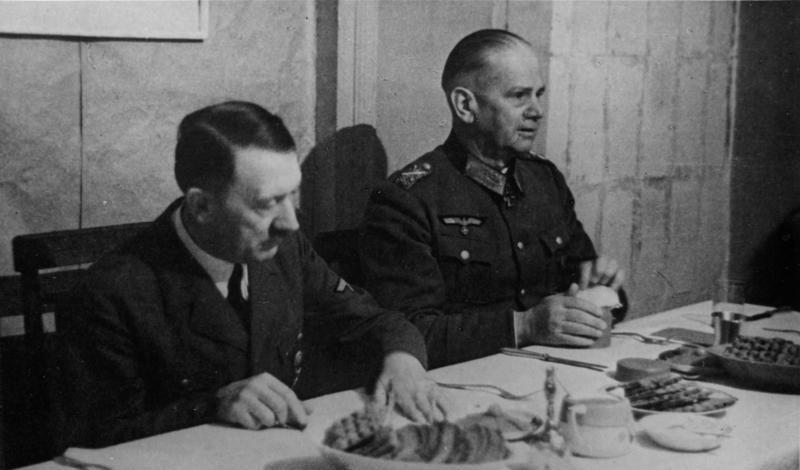
第6軍司令部を訪問したヒトラーと会食するライヒェナウ（1941年9月27日、ウクライナ）

ライヒェナウは勇猛な前線司令官であると同時に、熱心・忠実なナチス党員でもあり、独ソ戦の期間中にユダヤ人などに対する大量虐殺の命令を度々下している。これはSS特別行動隊ゾンダーコマンド4aの司令官パウル・ブローベルとの協力で行われたものであり、親衛隊とは別組織であるドイツ国防軍が戦争犯罪に手を染めていた実例とされている。1941年8月22日、ビーラ・ツェールクヴァで延期されていたユダヤ人の子供90人に対する処刑を指令。同年9月末にはバビ・ヤールにおいて2日間でユダヤ人3万人が処刑された。さらに10月10日、ユダヤ人虐殺を命じるいわゆる「ライヒェナウ指令」を第6軍に下達。その指令にいう。
ヒトラーはこの「ライヒェナウ指令」を絶賛し、東部戦線の全ての軍司令官にこの指令に倣うよう下達した。
バルバロッサ作戦開始以来、ライヒェナウは南方軍集団の第6軍司令官を務めていた。彼は1941年9月のキエフの戦いに参戦。ヒトラーのお気に入りとなったライヒェナウは、逆に不興を買っていたゲルト・フォン・ルントシュテットに代わって1941年12月1日に南方軍集団司令官に任命された。彼の後任の第6軍司令官には参謀長のフリードリヒ・パウルスであった。しかし南方軍集団司令官に任命されて直後の1942年1月12日、零下20℃の森の中を歩いた後にライヒェナウは心臓発作で倒れ、ドイツでの治療のため飛行機で後送されたが、途中のレンベルクで乗機が着陸に失敗し重傷を負った。さらにライプツィヒまで空輸されたが、到着したときには既に死亡していた。ベルリンの軍人墓地に埋葬された。

## キャリア

### 階級
- 1914年、大尉
- 1924年、少佐
- 1929年、中佐
- 1932年2月1日、大佐
- 1934年、少将
- 1935年10月1日、中将
- 1936年、砲兵大将
- 1939年10月1日、上級大将
- 1940年7月19日、元帥